# Smallville
Smallville är en amerikansk TV-serie som utvecklats av författarna och producenterna Alfred Gough och Miles Millar. Serien är baserad på DC Comics-karaktären Stålmannen som skapades av Jerry Siegel och Joe Shuster. Serien sändes ursprungligen av WB och hade premiär den 16 oktober 2001. Efter Smallville femte säsong slogs WB och UPN samman till CW, som sände de återstående säsongerna. Serien följer Clark Kent (Tom Welling) under hans tonårstid i den fiktiva staden Smallville, Kansas, innan han blir känd som Stålmannen. De första fyra säsongerna fokuserar på Clark och hans vänner i high school. Efter säsong fem bestämmer han sig för att fokusera på sin karriär på Daily Planet, där han bland annat möter andra DC-serietidningssuperhjältar och skurkar.

## Säsongssammanfattningar

### Säsong 1
Året är 1986. Pojken Kal-El räddas från den ondskefulla General Zod och den korrupta superdatorn The Brain InterActive Constructs plan av sin far Jor-El. Krypton och alla dess invånare utom Kal-El utrotas, och pojken färdas mot jorden där han landar i staden Smallville 1989. Han blir funnen av bonden Jonathan Kent och hans fru Martha Kent, och blir adopterad av dem. 13 år senare bemästrar pojken supersnabbhet, superstyrka och osårbarhet, och går första året på gymnasiet. Han möter ständigt nya onda människor som blivit infekterade av kryptonit. Clark försöker samtidigt balansera sin vänskap med Pete Ross, Chloe Sullivan och Lana Lang. Lex Luthor återvänder till Smallville för att titta till en anläggning som ligger utanför byn som tillhör LuthorCorp. Efter att ha varit nära att drunkna räddas Lex av Clark, och de blir vänner. Lex blir nyfiken på Clark och meteorregnet och börjar undersöka det, vilket riskerar att avslöja vem Clark verkligen är. Clark räddar dagligen nya liv och Lanas pojkvän Whitney Fordman beger sig till militären. Clark lovar Whitney att han ska se efter Lana medan Whitney är borta, men under hemfärden fastnar Lana i en tornado.

### Säsong 2
Clark lyckas rädda Lana från tornadon. Jonathan har försvunnit efter att ha jagat en fotograf som har bildbevis på att Clark är utomjording, och Clark beger sig ut för att leta efter honom. Clark börjar sitt andra år på gymnasiet med en ny förmåga, värmesyn, samt en ny svaghet, röd kryptonit. Han avslöjar sin hemlighet för Pete Ross, samtidigt som han fortsätter bekämpa kryptonitinfekterade människor och ta reda på sitt ursprung. Han får hjälp av Dr. Virgil Swann, en forskare som har studerat de kryptonska tecknen som finns på jorden. Pete kommer närmare Kents nu när han vet Clarks hemlighet och Lana flyttar in hos Chloes familj. Lex och hans far Lionel Luthor fortsätter strida om VD-posten på LuthorCorp. Chloe försöker hantera sina känslor och de komplicerade relationerna med Clark och Lana. Efter att Jor-El hotar Clark bestämmer han sig för att förstöra skeppet. Explosionen skapar en chockvåg som slår omkull Martha och Jonathan i deras bil. Martha får ett missfall och i ilska och sorg sätter Clark på sig en röd kryponitring och lämnar Smallville.

### Säsong 3
Clark återvänder hem till Smallville från Metropolis där han förklarar allt för sina föräldrar och blir förlåten. Clark och Lanas relation avbryts. Clark träffar Perry White, lär sig mer om sin biologiske far Jor-El och får den nya kraften superhörsel när han blir tillfälligt blind av sin värmesyn.
Lionel smider planer tillsammans med sin gamla vän Morgan Edge, som stulit Clarks blodprov och använder det som ett botemedel mot sin leversjukdom. Lex kommer hem och genomgår psykiska undersökningar. När Chloe och Lex får reda på att det var Lionel som mördade sina egna föräldrar, bryter Lex ihop. Han glömmer allt han Lionel gjorde men för säkerhets skull planerar Lionel att döda både Chloe och Lex. Chloes skyddshus exploderar och Lionel hamnar i fängelse. När Clark offrar sig för att rädda Jonathan Kent beslutar sig Clark för att uppfylla det öde Jor-El bestämt. Genom en vägg i Kawatche Cave blir Clark teleporterad ut i rymden av Jor-El.

### Säsong 4
Clark återvänder till jorden efter tre månader men är inte sig själv; han har blivit omprogrammerad av Jor-El för att hitta de tre "kraftstenarna". Lois Lane kommer till Smallville för att ta reda på vad som dödade hennes kusin Chloe. Istället möter hon Clark som har minnesförlust och tar honom till sjukhuset.
Lana börjar undersöka grevinnan Margaret Isobel Thoreaux. Jonathan Kent ligger på sjukhuset i koma, samtidigt som Lionel Luthor inväntar sin rättegång. Clark besegrar Kal-El med svart kryptonit, och Jonathan vaknar upp ur koman. Clark bestämmer sig för att bara vara Clark Kent; han går med i rugbylaget och har en skakig relation med Lana. Clarks lyckas sätta ihop alla tre kraftstenarna; dessa bildar Kunskapskristallen som teleporterar honom till Arktis. Ett andra meteorregn träffar Smallville för med sig ett rymdskepp med den kryptonska superdatorn och Clarks framtida fiende, Brainiac. Clark blir förvirrad när han hamnar på Arktis och kastar iväg Kunskapskristallen.

### Säsong 5
Kunskapskristallen landar i snön och bildar Ensamhetens fort, medan Clark påbörjar sin träning med Jor-El för att stoppa den kommande framtida ondskan. 
Två kryptonska lärjungar till General Zod anländer till Smallville för att leta upp Kal-El. Chloes mystiska försvinnande i Kawatche Cave och uppdykande på ett sjukhus i Yukon får Lex att bli mer misstänksam mot Clark. Clark förlorar sina krafter efter att ha brutit ett löfte han givit till Jor-El. Clark börjar på college och Chloe får jobb på Daily Planet. Jonathan och Lex deltar i Kansas senatsval, och efter en hård kamp går Jonathan som segrare ur striden. Lionel Luthor kallar Jonathan till Kents Farm, där de börjar slåss. Stressen över detta gör att Jonathans hjärtproblem kommer tillbaka, och efter att ha tagit sig ut på gården dör han i Clark och Marthas famn. Några studenter har skapat en drog som dödar brukaren en kort tid så denne kan träffa sina nära som dött. Clark råkar få i sig en dos och eftersom den innehåller grön kryptonit dör Clark, men med hjälp av den nyligen avlidna Jonathan Kent kommer Clark tillbaka till livet. General Zod återvänder från Spökzonen och tar över Lex Luthors kropp, och Clark hamnar själv i Spökzonen.

### Säsong 6
Zod sprider kaos i världen med Brainiacs datavirus. Clark lyckas fly ut ur Spökzonen med hjälp av en bekant till Jor-El, men flera andra fångar rymmer också. Clark stoppar Zod och viruset och befriar Lex från Zod. Han får en ny superkraft, superandedräkt, och kan nu blåsa upp kraftiga vindar. Under tiden Clark jagar upp de förrymda fångarna från Spökzonen kommer Lex Luthors ärkerival Oliver Queen (Green Arrow) till Metropolis och försöker utreda källan till "Svarta Torsdagen". Clark och Oliver blir snabbt vänner och börjar samarbeta. Lex bygger i hemlighet projektet 33.1, där han kidnappar människor med superkrafter och gör olika tester på dem. Clark slår sig ihop med Olivers "superhjältegrupp" (bestående av Arthur Curry/Aquaman, Bart Allen/Flash och Victor Stone/Cyborg) och stoppar 33.1. Lex har 33.1-fastigheter över hela världen, och Oliver och hans team lämnar Smallville för att förstöra dem. Lex lurar Lana till att gifta sig med honom och hon får reda på Clarks hemlighet, varpå hon iscensätter sin egen död. Clark och Lionel hittar till slut den sista fången från Spökzonen. Fången snor en bit av Clarks DNA, blir en kopia av honom och går under namnet Bizarro. Bizarro knockar Clark och flyger iväg.

### Säsong 7
Clark Kent släpper sin kusin Kara Zor-El fri från hennes skepp där hon är fångad och de slår sig ihop för att stoppa Zor-El, Karas far.
Clark återförenas med Lana Lang som tar ut skilsmässa från Lex Luthor. Lana börjar arbeta med ett team som hjälper människor som har superkrafter eller personer som har blivit kryptonitinfekterade, men använder gruppen för att spionera på Lex. Lana blir tillfångatagen av Brainiac, men blir släppt och lämnar då Smallville. Lex får kännedom om gruppen Veritas; gruppen har en profetia om att en person från yttre rymden skall komma till jorden och antingen rädda eller förinta jorden. Denna person kallas "Resenären". Lex får reda på att hans far var med i gruppen som jobbar med Veritas, och detta driver Lex till vansinne. Lex mördar Lionel genom att knuffa ut honom från hans kontor i LuthorCorps huvudbyggnad i Metropolis.
Chloe lär sig att använda superkrafter som gör att hon kan hela andra, men förlorar sedan sina krafter. Han tas in på Belle Reve på order av Lex Luthor och sedan åker han till Arktis då han har hittat Ensamhetens fort och fått reda på att det är Clark som är Resenären. För att försvaga Clark låser Brainiac in Kara i Spökzonen. Clark besegrar Brainiac och tar sig till fortet där han hittar Lex. Lex har fått tag på en kryptonsk artefakt som kallas "The Orb" med vilken han kan kontrollera Resenären. Lex sätter Orben på fortets kristallpanel varpå fortet rasar samman, med både Clark och Lex kvar inuti. 

### Säsong 8
Ett par veckor efter kollapsen av Ensamhetens fort har Luthor Corps nya chef Tess Mercer börjat undersöka vart Lex befinner sig, samtidigt som Justice League letar efter Clark. När Tess team hittar något under snön på Arktis skrämmer Oliver, Arthur Curry/Aquaman och Dinah Lance/Black Canary iväg arbetarna och hittar Clarks röda jacka under snön. Clark återfinns sedan kraftlös av Oliver i Ryssland. Clark och Oliver bestämmer sig för att befria Chloe från Black Creek; väl där blir Oliver förgiftad och i sin förvirring försöker han döda Clark. Sekunderna innan Clark dör dyker Martian Manhunter upp och tar Clark till solen där Clark får tillbaka sina krafter. Martian Manhunter förlorar dock sina krafter, då eld är hans svaghet.
Clark har fått jobb på Daily Planet och arbetar tillsammans med Lois Lane. Deras blir mer och mer attraherade av varandra, samtidigt som Clark måste balansera jobbet som reporter och att vara superhjälte. Han upptäcker att han inte bara är en krypton utan även den "Ultimata förintaren" som hotar mänskligheten.
Efter Brainiacs anfall på Chloe i säsong 7 har hon börjat utveckla superkrafter som hon döljer för Jimmy. Chloe försöker dela sin tid mellan Jimmy, sina vänner och sitt nya jobb på Isis Foundation samtidigt som hon brottas med Brainiacs infektion.
Både Kara Kent och Lana Lang återvänder till Smallville. Lana stoppar Lex nästa projekt, Project Prometheus, och får de superkrafter som Lex skulle fått. Lana måste absorbera kryptoniten i Toymans bomb, vilket gör henne radioaktiv av kryptonit. Detta innebär att hon inte kan vara nära Clark och hon lämnar Smallville. Oliver dödar sedan Lex med en av Toymans bomber.
Tess finner The Orb ute i trädgården på Luthor Mansion svävande i luften. Ett starkt ljus uppkommer och avslöjar en naken man med The Orb i sin hand. The Orb bränner in ett "Z" i marken och röster hörs som viskar "Zod".

### Säsong 9
Clark har försvunnit spårlöst, likaså Oliver Queen, Justice League-teamet och Lois Lane, som rör vid Clarks Legion-ring och försvinner in i framtiden. Lois återvänder till nutiden utan minne av vad som hänt.
Tess Mercer hålls fången av den yngre versionen av General Zod som framkallades av The Orb. Chloes förvandlar sin lägenhet till Watchtower, en plats där hon kan övervaka Metropolis och tipsa Clark om var skurkarna befinner sig. Hon samlar ihop Justice League-medlemmarna och lyckas övertyga Oliver att fortsätta vara Green Arrow. Oliver räddar tonåringen Mia Dearden från gatan och gör henne till sin lärjunge.
Clark får reda på vad Lois såg i framtiden; Kent Farm har blivit ett fängelse. Solen har blivit röd istället för gul och tar bort Clarks krafter, men ger Zod och hans kompanjoner krafter. Clark bestämmer sig för att hindra denna framtid från att ske. Zod tar över ett företag och tillsammans med Tess Mercer bygger de ett soltorn som ska förvandla solen till en röd sol.
Clark Kent tar första steget mot sitt öde som Superman, samtidigt som General Zod och hans kandorska armé förklarar krig mot jordens invånare

### Säsong 10
Clark lyckas rädda alla med hjälp av den kryptonska artefakten Raos bok och skickar iväg alla kryptoner till en ny fridfull planet, men Zod använder sig av en blå kryptonitdolk och blir människa. Clark låter sig bli huggen av kniven, så att Zod ska släppa taget om den och försvinna till samma plats som kandorerna. 
Efter en kyss inser Lois Lane att Clark Kent och Metropolis superhjälte The Blur är samma person. Hon avslöjar inte för Clark att hon upptäckt hans hemlighet.
Metropolis vänder sig emot sina hjältar och kallar dem vigilanter. I tumultet stiger en ny fara fram; gudatyrannen Darkseid som hotar jordens existens. Clark tar de sista stegen för att bli jordens beskyddare och blir Superman.

### Övrig seriefakta
- Serien började sändas i USA den 16 oktober 2001 och sändes på TV-bolaget The CW:s kanaler. I Sverige visades serien i Viasats kanaler TV3 och TV6.

- Många fans ville ha ett eller flera avsnitt där Clark Kent slår sig ihop med antingen Bruce Wayne/Batman eller Diana Prince/Wonder Woman. Christopher Nolans omstart av en Batman-trilogi med Christian Bale, Michael Caine och Gary Oldman gjorde det dock omöjligt för Batman att dyka upp i Smallville. Arbetet med Wonder Woman-filmen innebar att inte heller Wonder Woman kunde besöka Smallville.

- Avsnitten "Society" och "Legends" från säsong 9 blev långfilmen "Absolute Justice". Denna innehar rekord i flest superhjältar i samma avsnitt, 9 stycken.

- Den rödblåa klassiska dräkten som användes i tionde säsongen visades i den exklusiva Smallville-trailern på Comic-Con 2010. Dräkten var samma exemplar som Brandon Routh bar som Clark Kent/Superman i filmen Superman Returns.

- Tom Welling har haft fler roller i Smallville än de andra skådespelarna med huvudroller. Utöver huvudrollen som Clark Kent gestaltade han även en tjugoårig Jor-El i avsnittet "Relic", Bizarro i avsnitten "Phantom", "Bizarro", "Gemini" och "Persona" samt Clark Luthor/Ultraman i avsnitten "Luthor" och "Kent".

## Skådespelare

### Huvudroller
- Tom Welling - Clark Kent/Superman - Säsong 1-10
- Erica Durance - Lois Lane - Säsong 5-10, återkommande roll under säsong 4
- Cassidy Freeman - Tess Mercer - Säsong 8-10
- Justin Hartley - Oliver Queen/Green Arrow - Säsong 8-10, återkommande roll under säsong 6 och 7
- Allison Mack - Chloe Sullivan - Säsong 1-10
- Michael Rosenbaum - Lex Luthor - Säsong 1-7, gästroll säsong 10
- Kristin Kreuk - Lana Lang - Säsong 1-7, återkommande roll säsong 8
- Annette O'Toole - Martha Kent - Säsong 1-6, gästroll säsong 9 och 10
- John Schneider - Jonathan Kent - Säsong 1-5, gästroll säsong 10
- Laura Vandervoort - Kara Kent - Säsong 7, gästroll säsong 8 och 10
- John Glover - Lionel Luthor, Earth 2-Lionel Luthor - Säsong 2-7, återkommande roll säsong 1 och 10
- Sam Jones III - Pete Ross - Säsong 1-3, gästroll säsong 7
- Callum Blue - Major Zod/General Zod - Säsong 9, gästroll säsong 10
- Aaron Ashmore - Henry "Jimmy" Olsen, Jimmy Olsen - Säsong 7-8, återkommande roll säsong 6, gästroll säsong 10
- Eric Johnson - Whitney Fordman - Säsong 1, gästroll säsong 2 och 4
- Sam Witwer - Davis Bloome - Säsong 8
- Jensen Ackles - Jason Teague - Säsong 4

### Återkommande gästroller
- Terence Stamp - Jor-El, säsong 2-10
- Alessandro Juliani - Dr. Emil Hamilton, säsong 8-10
- Phil Morris - John Jones/J'onn J'onzz/Martian Manhunter, säsong 6-9
- James Marsters - Milton Fine/Brainiac, säsong 5-7, 10, endast röst i säsong 8, gästroll som Brainiac 5 i säsong 10.
- Michael Shanks - Carter Hall/Hawkman, säsong 9-10

### Skådespelare som associerats med Superman-media sedan innan
- Annette O'Toole - Martha Kent. Annette O'Toole spelade Lana Lang i filmen Superman III.
- Terence Stamp - Jor-Els röst. Terrence Stamp spelade General Zod i filmen Superman II.

- Amy Adams - Jodi Melville, 1 avsnitt (Craving). Amy Adams spelade rollen som Lois Lane i Man of Steel, samt i Batman v Superman: Dawn of Justice
- Christopher Reeve - Dr. Virgil Swann, 2 avsnitt (Rosetta och Legacy). Christopher Reeve spelade Clark Kent/Superman i Richard Donners filmer om Stålmannen.
- Margot Kidder - Bridgette Crosby, 2 avsnitt (Crusade och Transference). Margot Kidder spelade Lois Lane i Richard Donners filmer om Stålmannen.
- Marc McClure - Dax-Ur, 1 avsnitt (Persona). Marc McClure spelade Jimmy Olsen i Richard Donners filmer om Stålmannen.
- Dean Cain - Dr. Curtis Knox, 1 avsnitt (Cure). Dean Cain spelade Clark Kent/Stålmannen i tv-serien Lois & Clark.
- Helen Slater - Lara El, 3 avsnitt (Lara, Blue och Abandoned). Helen Slater spelade Kara Zor-El/Supergirl i filmen om Supergirl.
- Michael Ironside - General Sam Lane, 3 avsnitt (Gone, Facade, Ambush). Michael Ironside gjorde rösten till Darkseid i Superman The Animated Series, Justice League samt Justice League Unlimited.
- Michael Daingerfield - Gordon Godfrey, 4 avsnitt (Supergirl, Abandoned, Finale: Part 1 och Finale: Part 2). Daingerfield gjorde rösten till Clark Kent/Superman i tv-serien Krypto, The Superdog.
- Teri Hatcher - Ella Lane, 1 avsnitt (Abandoned). Teri Hatcher spelade Lois Lane i tv-serien Lois & Clark.

## Rollfigurer i Smallville

### Hjältar
- Clark Kent/Superman
- Oliver Queen/Green Arrow
- Martha Kent / The Red Queen
- Kara Kent/Supergirl
- John Jones/J'onn J'onzz/Martian Manhunter
- Chloe Sullivan/Watchtower
- Tess Mercer/Watchtower II
- Dr. Emil Hamilton
- Conner Kent/Superboy
- Lana Lang
- Mia Dearden/Speedy
- Bart Allen/Impulse
- Arthur Curry/Aquaman
- Dinah Lance/Black Canary
- Victor Stone/Cyborg
- Rokk Krinn/Cosmic Boy
- Imra Ardeen/Saturn Girl
- Garth Ranzz/Lightning Lad
- Brainiac 5
- Zatanna Zatara
- Zan och Jayna, The Wonder Twins.
- Carter Hall/Hawkman
- Courtney Whitmore/Star Girl
- Kent Nelson/Dr. Fate
- Wesley Dodds/Sandman
- Sylvester Pemberton/Star-Spangled Kid
- Andrea Rojas/Acrata
- Jor-El

### Skurkar
- Lex Luthor
- Darkseid
- Davis Bloome/Doomsday
- Milton Fine/Brainiac
- General Zod/Major Zod
- Lionel Luthor (Earth-2)
- Bizarro
- Mikhail Mxyzptlk/Mr. Mxyzptlk
- Morgan Edge
- The Persuader
- Winslow Schott/Toyman
- Bette Sans Souci/Plastique
- Rudy Jones/Parasite
- Leslie Willis/Livewire
- Nathaniel Tyron/Neutron
- John Corben/Metallo
- Vortigan/Dark Archer
- Cameron Mahkent/Icicle
- Siobhan McDougal/Silver Banshee
- Amanda Waller
- Maxwell Lord
- Rick Flag
- Deadshot
- Glorious Godfrey
- Granny Goodness
- Desaad
- Mad Harriet
- Slade Wilson/Deathstroke
- Clark Luthor/Ultraman

Clark har också en hel del fiender som är normala människor eller kryptonitinfekterade. Dessa är antingen döda, satta i fängelse eller intagna på mentalsjukhuset Belle Reve i Smallville.

## Grupper
Justice League – Gruppens syfte var initialt att stoppa Lex experiment på människor med superkrafter, men opererar senare som en internationell hjältegrupp för att bekämpa ondska.
- Medlemmar: Oliver Queen/Green Arrow, John Jones/Martian Manhunter, Arthur Curry/Aquaman, Bart Allen/Impulse, Dinah Lance/Black Canary, Victor Stone/Cyborg, Clark Kent/The Blur, Courtney Whitmore/Star Girl, Dr. Emil Hamilton, Zatanna Zatara och Tess Mercer/Watchtower II.

Justice Society of America – Gruppens syfte var att försvara jorden från ondska men splittrades när Checkmate avslöjade dem. Återförenades för att stoppa Cameron Mahkent/Icicle tillsammans med Justice League.
- Medlemmar: Carter Hall/Hawkman, Courtney Whitmore/Star Girl, Alan Scott/Green Lantern, Jay Garrick/The Flash och Ted Grant/Wildcat.

Legion of Super-Heroes/The Legion – Gruppens syfte var att försvara världen mot ondska på 3000-talet.
- Medlemmar: Rokk Krinn/Cosmic Boy, Imra Ardeen/Saturn Girl, Garth Ranzz/Lightning Lad och Brainiac 5.

Veritas – Gruppens syfte var att möta och ta hand om "Resenären" (den sista överlevaren av Krypton, Kal-El).
- Medlemmar: Dr. Virgil Swann, Bridgette Crosby, Robert och Laura Queen, Lionel Luthor, Genevieve och Edward Teague.

Injustice League – Gruppens syfte var att fånga in Davis Bloome/Doomsday så att Clark Kent kunde döda honom.
- Medlemmar: Eva Greer, Bette Sans Souci/Plastique, Rudy Jones/Parasite, Leslie Willis/Livewire och Nathaniel Tyron/Neutron.

Checkmate – Gruppens syfte var att samla alla hjältar för att stoppa Apokolips.
- Medlemmar: Amanda Waller, Maxwell Lord, Stuart Campbell, Ray Sacks, Paul Brenner, Cameron Mahkent/Icicle.

Kandorska armén – Gruppen bestod av klonade soldater från kriget på Krypton. Soldaternas DNA togs av en ung Jor-El och lades i The Orb, en kryptonsk artefakt. The Orb aktiverades när Clark Kent besegrade Doomsday och skapade då kloner av allt DNA och spred klonerna över jorden.
- Medlemmar: Major Zod, Faora, Basqat, Vala, Alia, Coats och en del okända soldater.

Suicide Squad – Gruppen var ett projekt skapat av Checkmate.
- Medlemmar: Rick Flag, Floyd Lawson/Deadshot, Bette Sans Souci/Plastique och Emil LaSalle.

Apokolips – Darkseid är en mörk ondskefull kraft från en annan del av Universum. På jorden förgiftar han alla människor och gör dem till sina slavar och följeslagare.
- Medlemmar: Darkseid, Desaad, Granny Goodness, Gordon Godfrey och Lionel Luthor från Earth 2.

### Fotnoter
1. ↑  ”Vackra invånare i Stålmannens by”. Dagens nyheter. 14 september 2003. http://www.dn.se/arkiv/radio-och-tv/vackra-invanare-i-stalmannens-by/. Läst 12 januari 2017.